# Henryk Chmielewski (bokser)

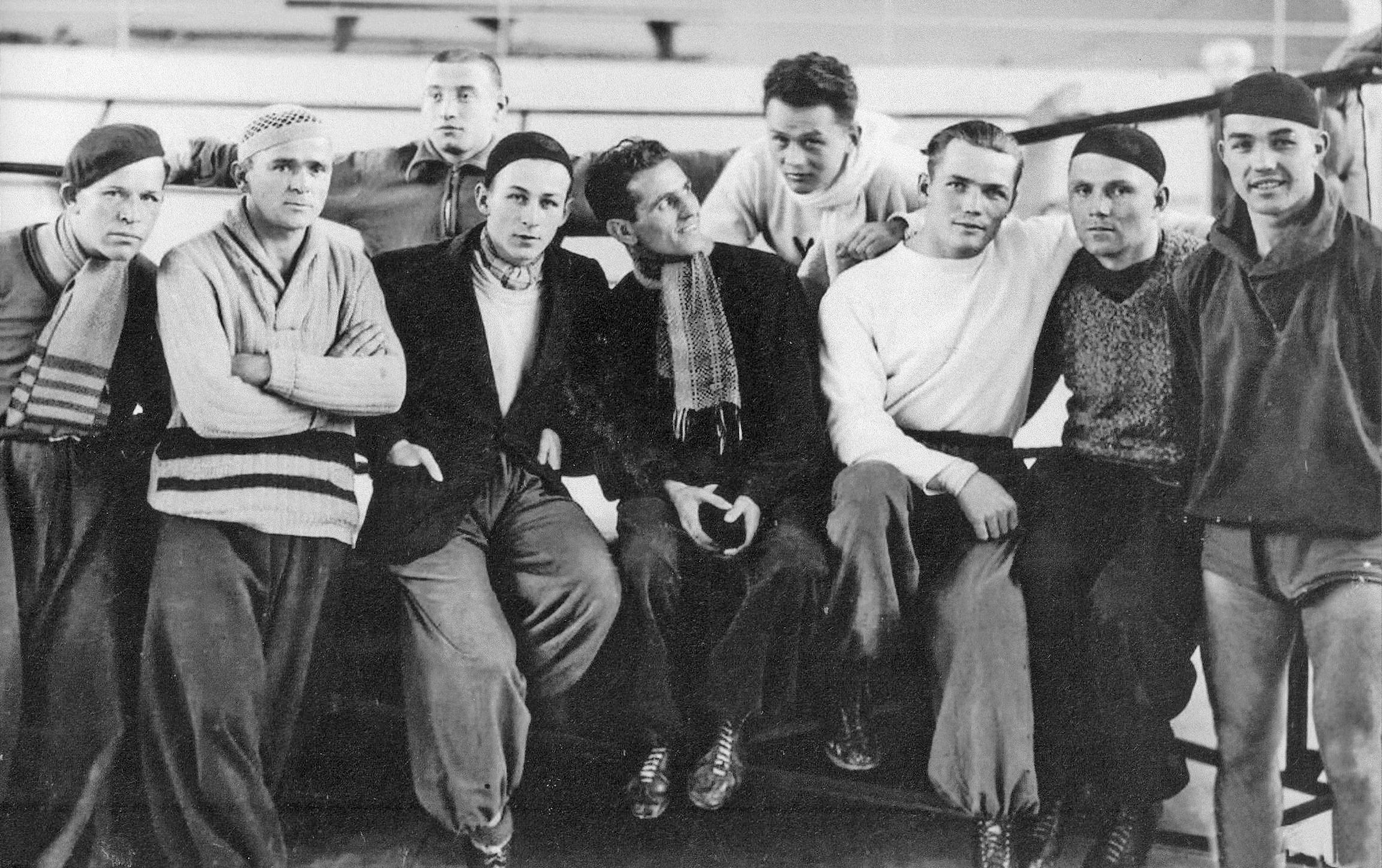
Henryk Chmielewski (pierwszy z prawej w dolnym rzędzie) z kolegami i trenerem Feliksem Stammem jako członek polskiej reprezentacji bokserskiej na Pięściarski Puchar Europy Środkowej w Essen (1934)

Henryk Chmielewski (ur. 8 stycznia 1914 w Łodzi, zm. 15 listopada 1998 w Hollywood) – polski bokser, mistrz Europy z 1937 oraz olimpijczyk z 1936.

## Życiorys
Urodził się w rodzinie robotniczej ze związku Aleksandra oraz Cecylii z domu Kowalewskiej. Ukończył szkołę powszechną przy ul. Nowo Targowej (obecnie ul. Sterlinga). Dwa lata uczył się również w Państwowej Szkole Techniczno-Przemysłowej, gdzie nabył uprawnienia mistrza farbiarskiego. W latach 1931–1938 pracował na wydziale farbiarskim Zakładów Fabrycznych Spółki Akcyjnej I.K. Poznański. W 1938 wyjechał na stałe do Stanów Zjednoczonych.

## Kariera sportowa
W 1927 roku rozpoczął trenowanie gimnastyki w miejscowym kole Towarzystwa Gimnastycznego „Sokół” w Łodzi. Wkrótce rozpoczął treningi w sekcji bokserskiej towarzystwa pod kierunkiem Tadeusza Kwiatkowskiego. Jako 14-latek 24 lutego 1928 roku zadebiutował w ringu w barwach TG Sokół Łódź podczas zawodów bokserskich odbywających się w sali Białej Hotelu Manteuffla. W marcu zdobył mistrzostwo Łodzi juniorów. Po zatrudnieniu się w zakładach Poznańskiego w latach 1930–1938 był zawodnikiem klubu IKP Łódź.
Największy sukces odniósł zdobywając tytuł mistrza Europy w wadze średniej podczas Mistrzostw Europy w Mediolanie 1937 (w finale pokonał Holendra Tina Dekkersa), kiedy to również Aleksander Polus wywalczył tytuł mistrzowski.
Podczas igrzysk w Berlinie 1936 zajął 4. miejsce w wadze średniej. Mając rozbite pięści po zwycięskim pojedynku ćwierćfinałowym z faworytem, Amerykaninem Jimmym Clarkiem, przegrał pojedynek półfinałowy z reprezentantem Norwegii Henrym Tillerem i nie stanął do walki o brązowy medal.
Trzykrotnie był mistrzem Polski: w wadze lekkiej w 1931 oraz w wadze średniej w 1933 i 1936, a w 1935 wicemistrzem (w wadze średniej).
Wystąpił 16 razy w reprezentacji Polski, odnosząc 12 zwycięstw, 1 remis i 3 porażki.
W karierze amatorskiej stoczył 157 walk, wygrywając 133, 11 zremisował i 13 przegrał.
W marcu 1938 roku zamieszkał w Stanach Zjednoczonych i został tam bokserem zawodowym (gdzie używał nazwiska Henry Chemel). Walczył w wadze średniej. W 1945 był klasyfikowany na 4. miejscu w tej kategorii. Ogółem stoczył 82 walki zawodowe, wygrywając 56, 2 remisując i 24 przegrywając. Walczył m.in. z Jakiem LaMottą, przegrywając na punkty. We wrześniu 1951 zakończył karierę bokserską.
Po zakończeniu kariery pływał na statkach jako mechanik okrętowy.
W 1987 roku otrzymał Nagrodę im. Aleksandra Rekszy.